# ۲۲ شعبان
۲۲ شعبان، بیست و دومین روز از ماه شعبان در تقویم هجری قمری است.
در تقویم هجری قمری قراردادی این روز دویست و بیست و نهمین روز سال است.

## زادگان
- ۴۶۳ - ابن منجب صیرفی کاتب مصری.
- ۶۹۷ - ابن معتوق، شاعر و واعظ عراقی.

## درگذشتگان
- ۵۸۸ - ابن شهرآشوب، مفسر،محدث و فقیهان شیعه